# قريضة
القُرَّيضة أو اللاَّذَن أو اللاَّدَن أو الغبرة أو القِسْتُوس (باللاتينية: Cistus) جنس نباتي يتبع الفصيلة القريضية (باللاتينية: Cistaceae). يضم هذا الجنس حوالي 55 نوعًا مقبولا و158 نوعا آخر لم يحسم أمرها بعد.

## الموئل والانتشار
موطن هذا النبات حوض البحر الأبيض المتوسط، حيث ينمو في المناطق الجبلية. نباتات مستديمة الخضرة.

## من أنواعها
- القريضة الألبانية (باللاتينية: Cistus albanicus)
- القريضة حورية الأوراق (باللاتينية: Cistus populifolius)
- القريضة الزغبية (باللاتينية: Cistus villosus)
- القريضة الزغبية الشاحبة (باللاتينية: Cistus incanus)
- القريضة غارية الأوراق (باللاتينية: Cistus laurifolius)
- القريضة الكريتية (باللاتينية: Cistus creticus)
- القريضة العنبرية (باللاتينية: Cistus ladanifer)
- القريضة اللبنانية (باللاتينية: Cistus libanotis)
- القريضة المُبيضة (باللاتينية: Cistus albidus)
- القريضة متباينة الأوراق (باللاتينية: Cistus heterophyllus)
- القريضة مريمية الأوراق (باللاتينية: Cistus salviifolius)
- قريضة مونبيلييه (باللاتينية: Cistus monspeliensis)

## معرض صور

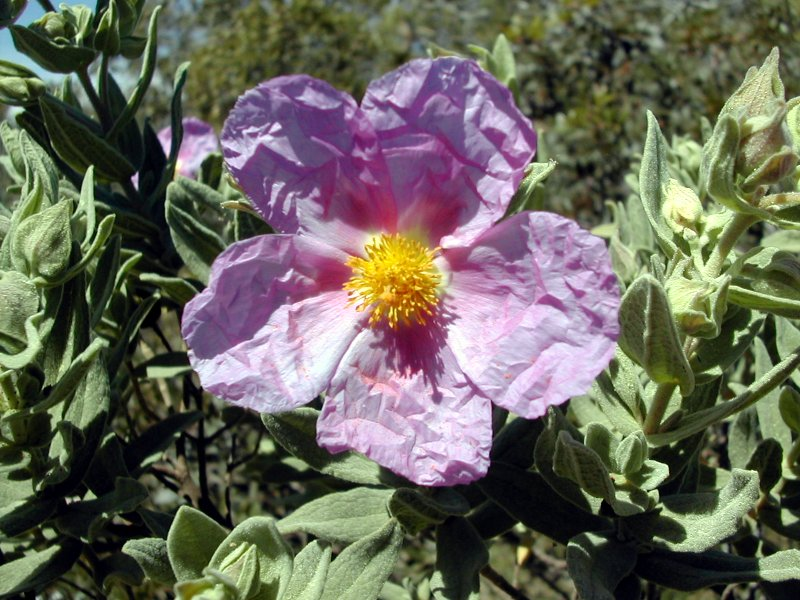
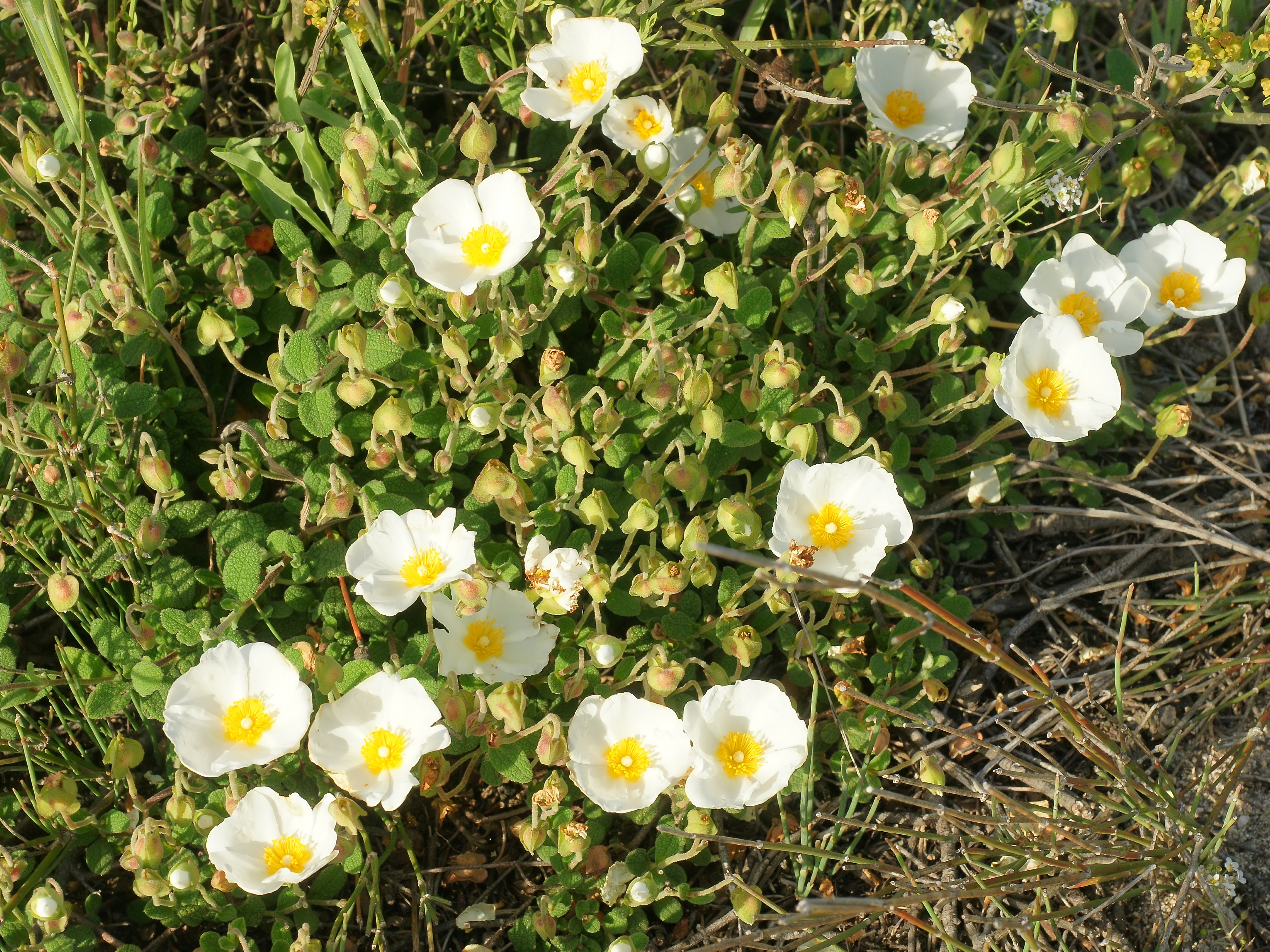
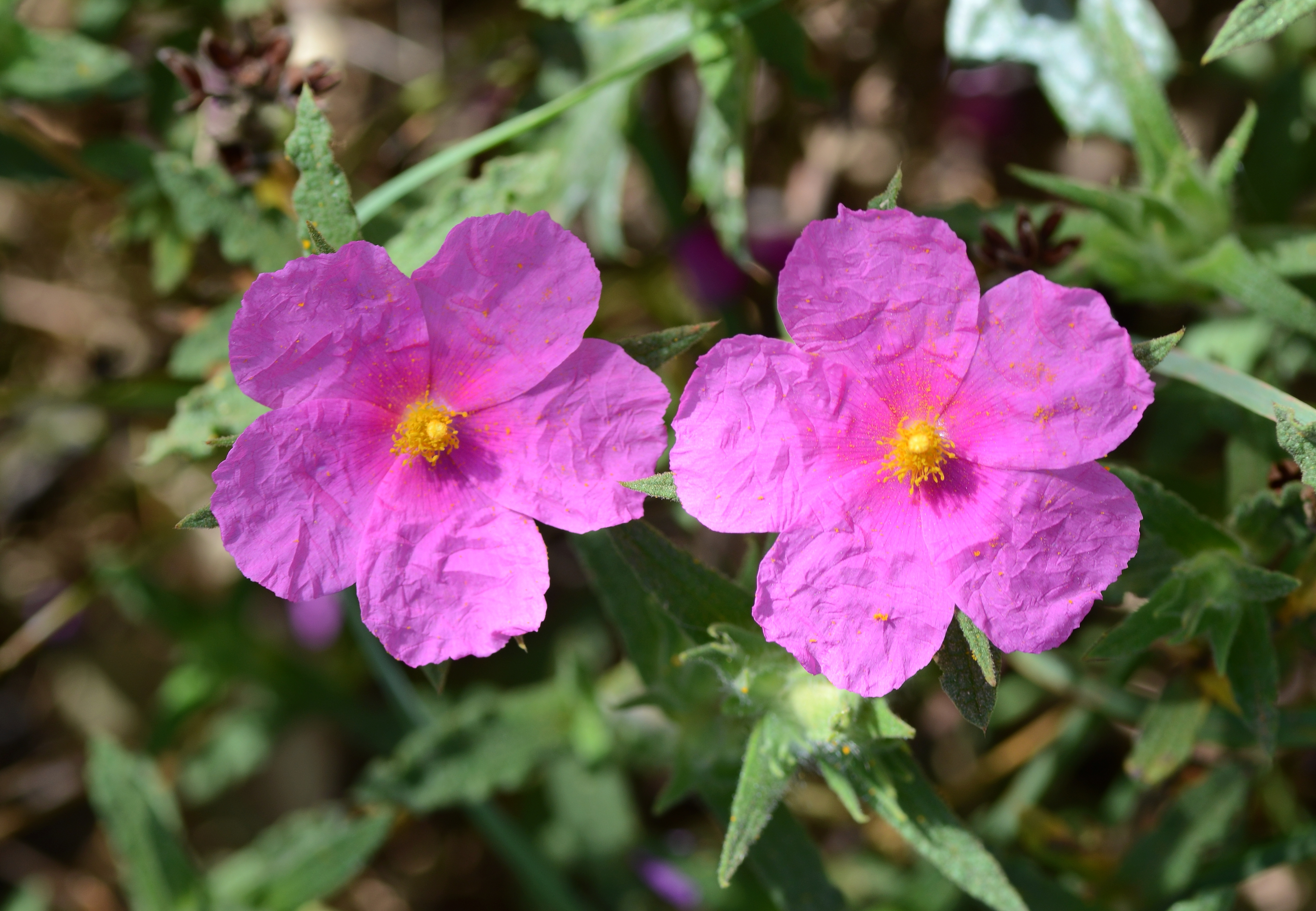